# António Ribeiro
António Ribeiro, portugalski rimskokatoliški duhovnik, škof in kardinal, * 21. maj 1928, Gandarela de Basta, † 24. marec 1998, Lizbona.

## Življenjepis
5. julija 1953 je prejel duhovniško posvečenje.
3. julija 1967 je bil imenovan za pomožnega škofa Brage in za naslovnega škofa Tigillave; 17. septembra istega leta je prejel škofovsko posvečenje.
10. maja 1971 je bil imenovan za patriarha Lizbone in 24. januarja 1972 za vojaškega apostolskega vikarja Portugalske.
5. marca 1973 je bil povzdignjen v kardinala in imenovan za kardinal-duhovnika S. Antonio da Padova in Via Merulana.